# Jan Simowitsch

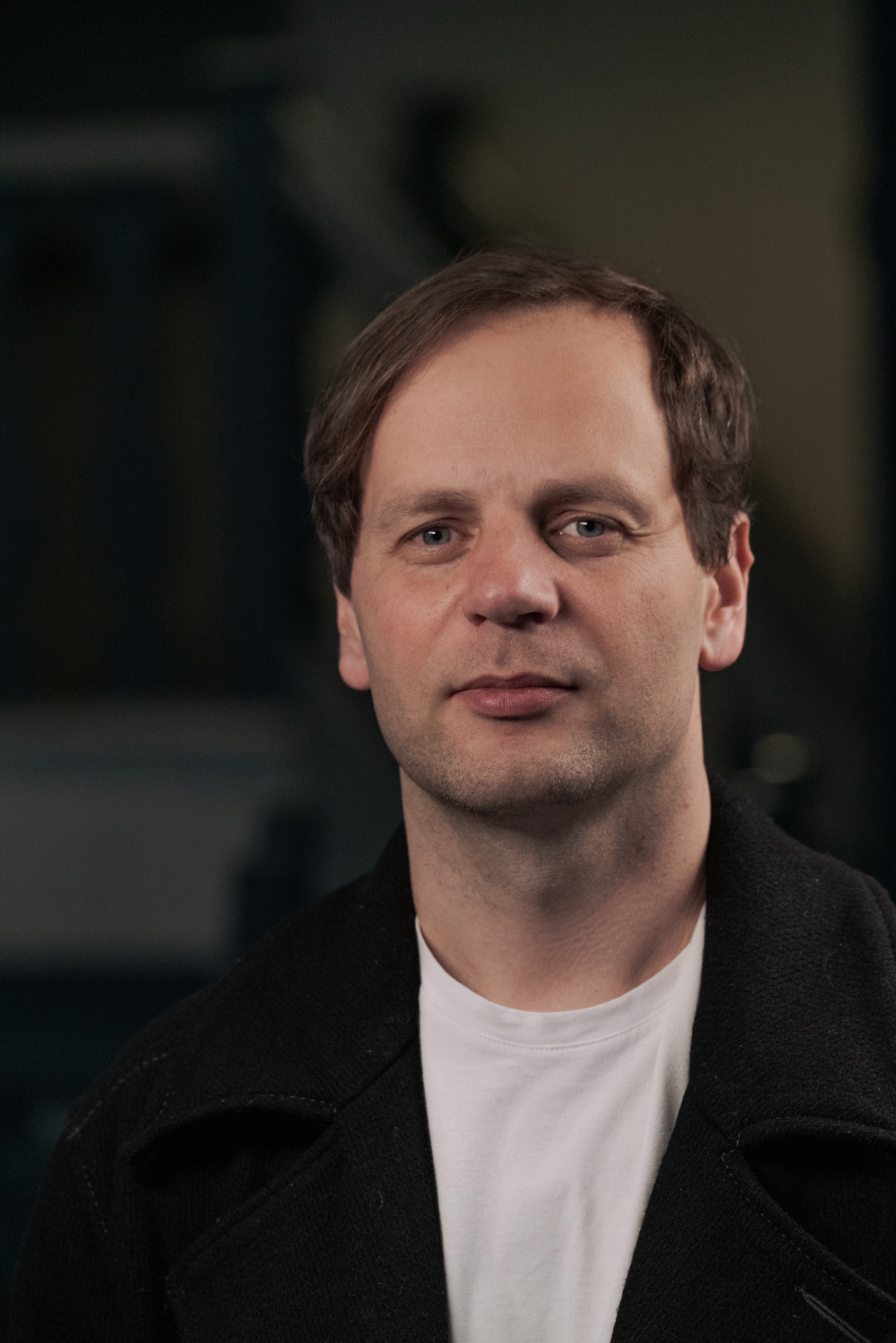
Jan Simowitsch ist Pianist, Komponist und Pop-Kantor der Nordkirche (Foto: Chris Born)

Jan Simowitsch (* 24. März 1980 in Rostock) ist ein deutscher Pianist verschiedener Genres, Komponist, Musikproduzent und Autor. Von 2016 bis 2024 war er als Pop-Kantor Referent für Popularmusik in der Nordkirche.

## Leben
Im Alter von 6 Jahren begann Simowitsch mit dem Klavierspielen und erhielt ab 1990 Unterricht am Konservatorium Rostock bei Susanne Voigt und Karl Heinz Will. Im Anschluss studierte er Klavier an der Hochschule für Musik und Theater Rostock. 2004 schloss er sein Klavierstudium mit dem Diplom als Musikpädagoge ab.
Seine Schwester ist die Pianistin Janka Simowitsch.

## Wirken
Von 2004 bis 2016 war er als Kirchenmusiker mit Schwerpunkt Popularmusik in Bad Segeberg tätig.  Während seiner Zeit als Kirchenmusiker entstanden in Zusammenarbeit mit Texter Johannes Hoffmann viele seiner Chorkompositionen wie z. B. „Maria – Ein Jazzoratorium“ oder „Die letzte Flut“. Darüber hinaus gründete er mit der „Mountain Soul Unit“ eine Jugend-Soul-Band, die u. a. den Eröffnungsgottesdienst des Deutschen Evangelischen Kirchentages 2013 in Hamburg musikalisch gestaltete. Seither war er regelmäßig bei Kirchentagen mit Workshops, Auftritten und Kompositionen vertreten. So gestaltete er im Jahr des Reformationsjubiläum 2017 das morgendliche Wecken auf den Elbwiesen im Vorfeld des Abschlussgottesdienstes des Kirchentages in Berlin und Wittenberg und ist Mitglied im Landesausschusses der Nordkirche.
Von 2016 bis 2024 war Simowitsch der Referent für Popularmusik in der Nordkirche und damit Leiter des Fachbereichs Popularmusik der Nordkirche und Studienleiter der kirchenmusikalischen Berufsausbildung B-Popularmusik. In dieser Zeit entwickelte er gemeinsam mit Jan Keßler das Projekt Monatslied. Mit Ulf Werner gründete er die Musikplattform „Dock III Records – Glaube, Liebe, Beats“ als kirchenmusikalisches Musiklabel für Pop, Punk, Elektro und Soul.
Neben seiner kirchenmusikalischen Arbeit komponierte er seit 2019 wieder verstärkt Klaviermusik. 2022 spielte Jan Simowitsch seine erste Deutschland-Tour „Musik für Bäume“ mit Benefizkonzerten für den Verein PRIMAKLIMA e.V. Weitere Benefiz-Fahrradtouren folgten in den darauffolgenden Jahren.
Für den Schlussgottesdienst des Deutscher Evangelischer Kirchentag 2025 in Hannover war Jan Simowitsch gemeinsam mit Sarina Lal für die Musikalische Gesamtleitung verantwortlich.
Seit 2025 arbeitet Jan Simowitsch als freiberuflicher Musiker, Autor, Textdichter und Referent.

## Wissenschaftliche Tätigkeiten/Lehrtätigkeit
Darüber hinaus schreibt Simowitsch regelmäßig Aufsätze für liturgische und kirchenmusikalische Fachzeitschriften und ist als Referent bundesweit tätig.
Jan Simowitsch war Studienleiter der kirchenmusikalischen Berufsausbildung B-Popularmusik. Hier unterrichtete er u. a. Klavier und Gehörbildung. Ebenfalls war er in der C-Ausbildung für Popularkirchenmusik in der Nordkirche als Dozent tätig.

### Positionen
Angesichts der strukturellen Veränderungen in der Volkskirche und Überlegungen Kirchengebäude zu entwidmen, appelliert Simowitsch neue Perspektiven zu entwickeln, statt Kirchen zu schließen. Er setzt sich dafür ein, dass in alte Dorfkirchen gute Verstärkeranlagen und professionelle Beleuchtungen eingebaut werden, damit diese Orte auch in strukturschwachen Regionen zu neuen Kulturzentren werden.
Seit 2025 ist Simowitsch Autor der regelmäßig erscheinenden Kolumne in der Rubrik „Besinnung“.

## Kompositionen

### Filmmusik
Simowitsch hat für verschiedene Filmproduktionen die Filmmusik komponiert und eingespielt. U.a. für den Hospizfilm „Verlass mich nicht, wenn ich schwach werde“.

### Kirchenmusik
Seit 2006 sind zahlreiche Chorwerke von Simowitsch entstanden. So komponierte er in Zusammenarbeit mit dem Texter Johannes Hoffmann u. a. die Oratorien „Maria – Ein Jazzoratorium“, „Die letzte Flut“, „Am Ende – Jona“ und die Kantaten „Bornhöved – In These Our Days So Perilous“. Er schrieb mit Sabrina Gröschel die beiden Chor-Musicals „Noah – Don´t Miss the Boat“ und „CUT – The Story of Shimson and Delilah“. Gemeinsam mit der Texterin Antoinette Lühmann entstand das Singspiel „Nur Mut – Georg und der Drache“ für Kinderchor, das im Jahr 2021 erstmals aufgeführt wurde.
2020 veröffentlichte Jan Simowitsch beim Label „spirit and groove“ das Notenheft „Gospelpsalmen – When Will You Comfort Me?“.
Für den Kirchentag und die Liedersammlung „Monatslied“ komponierte Jan Simowitsch diverse Songs, u. a. „Du bettest die Toten“.

## Alben

### Als Komponist
- 2010: Soul – songs from an ancient prayer (Gospelchor Segeberg, Big Band, Mountain Soul Unit, Solisten)
- 2012: Maria – Ein Jazzoratorium (Gospelchor Segeberg, Sinfonieorchester Segeberg, Band vom Musikberg Segeberg, Solisten)
- 2018: Stolteraa – Von Träumen und Wellenbergen (Klavier: Janka Simowitsch, Kompositionen: Jan Simowitsch)
- 2020: Kinnekulle (Klavier: Janka Simowitsch, Kompositionen: Jan Simowitsch)
- 2022: Windflüchter, Sundevit, Piteraq (Kompositionen und Klavier: Jan Simowitsch)
- 2023: Vom Himmel - Gold (Arrangements und Klavier: Jan Simowitsch)[14]
- 2025: Depenklang (CD, Album) (mit Annie Heger, kosmopolit records, Broken Silence)[15]

### Als Produzent der Reihe „Monatslied“
- 2017: Monatslied
- 2018: Komm vom Schatten ins Licht
- 2019: KPT*N MUT
- 2020: plus 1
- 2021: Ab jetzt Sehnsucht

### Werke
- 2023: Vom Himmel - Gold (Noten zum Album)[16]
- Und der Wal spuckt mich aus Droemer-Knaur / bene! ISBN 978-3-96340-353-8[17]

## Tournee
- 2022: Musik für Bäume (Deutschland-Tour auf dem Fahrrad)
- 2024: Klima-Benefiz-Tour (Hessen-Tour auf dem Fahrrad)
- 2025:  Jan & das Meer (Konzertlesung)
- 2025: Und der Wal spuckt mich aus (Konzertlesung)

## Auszeichnungen
- 2003: Förderpreis Kultur des Landes MV für die Produktion „Björk“ an der HMT Rostock
- 2016: Jugendpreis Kultur des Kreis Segeberg für die Musik-Theater-Produktion „Fluch(t) und Heimat“ (Regie Thomas Minnerop, Musikalische Leitung Jan Simowitsch)

## Projekte
Jan Simowitsch engagiert sich immer wieder ehrenamtlich für eine Vielzahl sozialer und gesellschaftlicher Projekte.
Mit dem Verein „alleineinboot e.V.“ hat er 2018 u. a. eine Zeltstadt und das dazugehörige Musikprojekt „Du bist nicht allein“ organisiert.
2022 war Jan Simowitsch mit seiner Klaviermusik auf Deutschlandtour und spielte 26 Konzerte zwischen Flensburg und Regensburg. Dabei legte er die gesamte Strecke klimaneutral mit dem Fahrrad zurück und spendete die kompletten Konzerteinnahmen für Baumpflanzungen in Nicaragua.